# وزير مفوض (هولندا)
الوزير المفوض (بالهولندية: Staatssecretaris) هو لقب عضو صغير في مجلس وزراء هولندا ومجلس وزراء بلجيكا. وهو يعمل تحت الوزير ويندرج تحت مسؤولية وزير، ولكن هو المسؤول بشكل منفصل على البرلمان. الوزراء المفوضون يتولون جزءاً من حقيبة الوزراء.

## الوزراء المفوضونبوزارة روته الثانية[1]
| وزراة التفويض                                         | الوزراء المفوضون | الوزراء المفوضون                                       | الوزراء المفوضون       | الحزب                         | ملاحظات                                                                           |
| ----------------------------------------------------- | ---------------- | ------------------------------------------------------ | ---------------------- | ----------------------------- | --------------------------------------------------------------------------------- |
| وزارة الشئون الإقتصادية (EZ)                          |                  | Staatssecretaris van Economische Zaken                 | شارون ديكسما (1971)    | حزب العمل الهولندي            | خلّفت Co Verdaas (استقال 6 ديسمبر 2012 ). يمكنه حمل لقب ‘وزير الزراعة’ خارج البلاد |
| وزارة المالية (Fin.)                                  |                  | Staatssecretaris van Financiën                         | Eric Wiebes (1963)     | حزب الشعب للحرية والديمقراطية | خلف 30 يناير 2014 الوزير المستقيل Frans Weekers.                                  |
| وزارة البنية التحتية والبيئة (I&M)                    |                  | Staatssecretaris van Infrastructuur en Milieu          | Wilma Mansveld (1962)  | حزب العمل الهولندي            | يمكنه حمل لقب ‘وزير البيئة’ خارج البلاد                                           |
| وزارة التربية والتعليم والثقافة والعلوم (OCW)         |                  | Staatssecretaris van OCW Sander Dekker                 | ساندر ديكر (1975)      | حزب الشعب للحرية والديمقراطية |                                                                                   |
| وزارة الشئون الإجتماعية والعمل (SZW)                  |                  | Staatssecretaris van SZW Jetta Klijnsma                | Jetta Klijnsma (1957)  | حزب العمل الهولندي            |                                                                                   |
| وزارة الأمن والعدل (V&J)                              |                  |                                                        | كلاس ديكهوف (1981)     | حزب الشعب للحرية والديمقراطية | خلف Fred Teeven (استقال 9 مارس 2015); يمكنه حمل لقب ‘وزير الهجرة’ خارج البلاد.    |
| وزارة الصحة العامة والرعاية الإجتماعية والرياضة (VWS) |                  | Staatssecretaris van Volksgezondheid, Welzijn en Sport | Martin van Rijn (1956) | حزب العمل الهولندي            |                                                                                   |